# Biot, Alpes-Maritimes
Biot är en kommun i departementet Alpes-Maritimes i regionen Provence-Alpes-Côte d'Azur i sydöstra Frankrike. Kommunen ligger  i kantonen Antibes-Biot som ligger i arrondissementet Grasse. År 2022 hade Biot 10 196 invånare.
I Biot ligger konstmuseet Musée Fernand Léger, som är tillägnat Fernand Légers konstnärskap.

## Befolkningsutveckling
Antalet invånare i kommunen Biot
Referens: INSEE
Den svenska skulptören Hans Hedberg var verksam här från 1949 fram tills sin död 2007.